# 선현전
선현전(先賢撣, ? ~ 기원전 34년)은 흉노의 왕족이다. 성은 연제다. 호록고선우의 동생으로서 한때 선우에 추대된 좌대장의 아들이자 거리선우의 동생으로, 일축왕을 지내다 전한에 투항해 열후가 됐다. 그의 투항으로 인해 흉노의 서역 지배는 무너지고, 서역도호부가 설치된다. 전한에서의 작위와 시호는 귀덕정후(歸德靖侯)다.

## 생애
할아버지 저제후선우는 아들로 좌현왕 호록고선우와 좌대장 형제가 있었는데, 저제후선후 사후 흉노 귀족들이 좌대장을 선우로 옹립하자 좌대장은 훗날 자기 아들이 형의 뒤를 잇는 조건으로 형을 호록고선우로 옹립했다. 호록고선우는 좌대장을 좌현왕으로 세웠으나, 좌현왕이 죽자 선현전이 아니라 자기 아들을 좌현왕으로 세웠고 이에 선현전은 서역 일대를 주로 관리하는 일축왕에 임명됐다.
허려권거선우가 죽고 전거연지가 무단으로 선현전의 종제 우현왕 도기당을 악연구제선우로 옹립했을 때, 흉노 귀족들은 원래 좌현왕의 아들인고로 선현전을 선우로 세워야 한다고 했다. 그리고 선현전과 새 선우 도기당은 사이가 멀었으므로, 선현전은 전한 선제의 신작 2년(기원전 60년) 가을 마침내 흉노를 떠나 자신이 거느리는 수만 명의 기병을 포함한 무리와 함께 한나라에 투항했다. 악연구제선우는 사촌형 박서당(후의 도기선우)을 새 일축왕으로 세우고 이듬해(기원전 59년)에는 선현전의 두 동생을 죽였으나, 선현전이 한나라에 투항한 사건으로 인해 흉노의 서역 지배는 무너지고 한나라는 초대 서역도호 정길을 파견해 서역도호를 설치하게 된다. 한에서는 선현전을 귀덕후에 봉해 2250호를 주었다. 귀덕정후 26년(기원전 34년)에 죽어 아들 양후 부창이 뒤를 이었다.

## 출전
- 반고: 《한서》 권17 경무소선원공신표제5·권94 상 흉노전제64 상

| 전임 ? | 흉노의 일축왕 ? ~ 기원전 60년 | 후임 박서당 |

| 선대 (첫 봉건) | 제1대 전한의 귀덕후 기원전 59년 ~ 기원전 34년 | 후대 아들 귀덕양후 연제부창 |